# Kybernetická babička
Kybernetická babička je animovaný film Jiřího Trnky z roku 1962. Délka filmu je 29 minut.
Film ukazuje na bezcitnost strojů a varuje před budoucností, ve které podle jeho vize stroje nahradí dokonce i babičku. Robotická babička srší slovy lásky, ale v konfrontaci s její technickou dokonalostí to působí hrůzostrašně. Hlídá malou holčičku, která se jí však bojí a ve chvíli, kdy jí babička vypráví – promítá pohádku o kamarádech, kteří se navzájem řežou pilou a spalují, začíná děvčátko podléhat pocitům úzkosti. Maličkou holčičku zachrání až opravdová babička z masa a kostí. Vypne kybernetickou babičku a objímá dítě.

## Tvůrci
- Námět: Ivan Klíma
- Scénář a výprava: Jiří Trnka
- Hudba: Jan Novák
- Komentář mluví: Otýlie Beníšková
- Kamera: Jiří Šafář
- Asistent kamera: Ivan Renč
- Hra loutek: Stanislav Látal, Vlasta Pospísilová, Jan Adam, Zdenek Šob
- Spolupracovali: G. Bezděkovský, Fr. Braun, H. Hlouch, V. Mervart, J. Novák, K. Sobotka, P. Šivák, M. Vlčková, J. Zdrůbecký
- Střih: Hana Walachová
- Vedoucí výroby: J. Možíš
- Asistentka výroby: Erna Kmínková
- Vedoucí atelieru: Jiří Vaněk
- Režie: Jiří Trnka